# Jorvasjärvi
Jorvasjärvi är en sjö i Finland. Den ligger i kommunen Puolango i landskapet Kajanaland, i den centrala delen av landet, 500 km norr om huvudstaden Helsingfors. Jorvasjärvi ligger 134,2 meter över havet. Den ligger vid sjön Kalhamajärvi. Trakten runt Jorvasjärvi består huvudsakligen av våtmarker. Den är 1,9 meter djup. Arean är 57,1 hektar och strandlinjen är 3,21 kilometer lång. Sjön  ingår i Kiminge älvs huvudavrinningsområde. 